# 张兆奎
张兆奎（？—？），清朝人，是一名清朝政治人物。举人出身。
张兆奎曾于光绪二十九年四月(1903年)接替金学献任延平府知府一职，光绪二十九年十一月(1903年)由徐承禧接任。